# Anyells
|  | Per a altres significats, vegeu «Anyell». |

Anyells és un veïnat del terme municipal de Corçà a la comarca del Baix Empordà (Girona) situat un 1 km al nord-oest de la vila. El veïnat, relacionat estadísticament el 1989, consta actualment com un disseminat de Corçà. El paratge d'Anyells, està format per unes quinze masies disperses entre boscos i camps de conreu.
Segons l'Onomasticon Cataloniae el mot s'hauria originat al segle x, relacionat amb l'abundància de corrals d'ovelles al poble. De la mateixa manera que el nom del riu Rudonell, que discorre per la zona, seria una dissimilació de riu d'Anyell.
El 1316, en uns capítols matrimonials, s'hi escriu que el veïnat d'Anyells pertanyia a la parròquia de Corçà.